# Родеро
Родеро (італ. Rodero) — муніципалітет в Італії, у регіоні Ломбардія, провінція Комо.
Родеро розташоване на відстані близько 530 км на північний захід від Рима, 45 км на північний захід від Мілана, 13 км на захід від Комо.
Населення — 1300 осіб (2014).

## Демографія
Населення за роками:

Станом на 1 січня 2023 року в муніципалітеті офіційно проживало 87 іноземців з 33 країн, серед них 9 громадян країн Євросоюзу та 11 громадян України.

## Сусідні муніципалітети
- Біццароне
- Каньо
- Кантелло
- Стабіо
- Вальмореа